# Walter Steiner
Walter Steiner, švicarski smučarski skakalec, * 15. februar 1951, Wildhaus, Švica.
Steiner je nastopil na Zimskih olimpijskih igrah 1972 v Saporu, kjer je osvojil srebrno medaljo na posamični tekmi na veliki skakalnici. Na Svetovnem prvenstvu v smučarskih poletih 1972 na Planiški velikanki je postal prvi svetovni prvak v smučarskih poletih. Naslov je osvojil še na Prvenstvu leta 1977 na letalnici Vikersundbakken in postal prvi dvakratni svetovni prvak v poletih, na Prvenstvu leta 1973 na Letalnici Heini Klopfer pa je bil podprvak. V letih 1971 in 1973 je zmagal na Pokalu Kongsberg v Planici in Murauju. Leta 1974 je na Planiški velikanki s 169 metri postavil svetovni rekord v smučarskih skokih, ki je veljal dve leti.